# Levitan
Levitan je zaporniški roman z avtobiografskimi prvinami, pisatelja Vitomila Zupana (1982). Pripoveduje o političnem zaporniku Jakobu Levitanu in velja za eno prvih slovenskih del, ki obravnavajo zaporniško tematiko, poleg avtobiografskosti pa je tudi izrazito erotičen. Roman je leta 1982 prejel Župančičevo nagrado..

## Vsebina
Bralec spremlja prvoosebnega pripovedovalca Jakoba Levitana, pisatelja, bivšega partizana in novo obsojenega političnega zločinca v času po drugi svetovni vojni. Obtožen je nenavadnih spolnih praks, poskusa posilstva, poskusa umora ter govora zoper politični režim. Levitan kljub nepošteni in ne povsem pravnomočno podkrepljeni aretaciji, ohrani življenjsko voljo. Leta preživeta v zaporu dojema kot šolanje, kjer jetniki opravljajo najrazličnejše izpite in na koncu vendarle diplomirajo iz "jetniške fakultete". Njegovo pripovedovanje kaže izobraženost, saj pripoved opremlja z veliko znanimi citati in metaforami svetovne književnosti, psihologije, filozofije idr.  Poleg učenja za arestantske izpite, si jetniki čas krajšajo s pripovedovanjem zgodb o svojih in tujih življenjih. Levitan predstavi veliko nenavadnih sojetnikov in njihovih izkušenj. Avtor se dotakne dna človeštva, njegovih travm, nenavadnih, podlih izkušenj ter jih skuša prej razumeti, kot obsojati. 
Pripoved je začinjena z veliko mero erotike in prostaškega besedišča. Skozi erotične miselne vložke opisuje tudi soočanje sojetnikov s pomanjkanjem spolnega stika, ki nekatere pripelje na rob razuma. Verjame namreč, da spolna sla preganja depresijo in je ključna za preživetje v jetniških razmerah. Jakob Levitan zaradi slabih higienskih okoliščin v ječi kmalu zboli za tuberkulozo, dovoljena mu je celo operacija na pljučih. Kljub bolezni pa še vedno vestno in na skrivaj ustvarja, svoja dela medtem inovativno tihotapi na prostost. Njegov opus zajema kratke refleksivne stihe, politične drame, najrazličnejše eseje in razmišljanja ter kratke dnevniške zapise. Čas si krajša z izmišljanjem zgodb, pesmi in tudi radijskih oddaj. Na koncu knjige je pripovedovalec premeščen v milejšo, skoraj prijetno zaporniško ustanovo, kjer lahko prosto dela in študira, pozneje pa je zaradi bolezni predčasno izpuščen iz zapora. Kljub njegovemu preživetju in moralnemu očiščenju skozi roman pa Levitan izpust doživlja kot smrt, muko zavezano z bolečino.

## Komentarji in kritike
Levitan je metafora širših, občečloveških dimenzij in kot taka presega zgolj področje slovenske polpreteklosti kot tudi območje slovenske književnosti. (Marijan Zlobec, 1983)
Režim, ki bi uničil vsakega, mu pobral slo življenja in razposajenost. Toda on je iz tega pekla ustvaril enega najboljših romanov – »Levitan«. Ko ga je napisal na začetku sedemdesetih, mu je založba plačala lep honorar, tekst pa za zmeraj pogubila. Rokopis je desetletje krožil med prijatelji in še kot neobjavljen je bil uvrščen med največja literarna dela. (Bernard Nežmah, 2014)
Zaporniški roman Levitan mestoma deluje kot priročnik za preživetje. Kdaj drugič pa deluje, kot da bi nas hotel opozoriti z antizgledom. (Radio Študent, 2014)

### Kritike
- Dušan Željeznov. Izvirzna dela v Cankarjevi založbi (II). Primorski dnevnik 38/1158 (1982). 7.
- Slavko Rupel. Izdaje Cankarjeve založbe. Primorski dnevnik 38/11349 (1982). 4.
- Milan Markelj. Arest kot univerza. Dolenjski list 33/33 (1982). 15.

## Izdaje romana
- Ljubljana: Cankarjeva založba, 1982
- Zagreb: Globus, Murska Sobota: Pomurska založba, 1985
- Ljubljana: Mladinska knjiga, 2001
- Ljubljana: Zveza društev slepih in slabovidnih Slovenije, 2014 (izdaja v Braillovi pisavi).

### Prevodi
- hrvaški - Levitan: roman, koji to i nije. Zagreb: Globus, 1983 (prev. Rada Vikić) (COBISS)
- srbski - Levitan. Beograd: Beogradski izdavačko-grafički zavod, 1989 (prev. Miljenka Vitezović)
- ruski - Levitan: roman, a možet, i net. Moskva: Lingvistika, 2013 (prev. Julija Anatolʹevna Sozina in Natalija Julʹevna Švedova)

## Diplomska dela na temo Levitana
- Vlado Žabot: Estetski vidiki v Zupanovem Levitanu. Ljubljana, 1986.
- Alenka Šalej: Vitomil Zupan: odnos do vojne, kakor se kaže v njegovih avtobiografskih romanih menuat za kitaro, Komedija človeškega tkiva, Levitan in Apokalipsa vsakdanjosti. Ljubljana, 1990.
- Nataša Stopar: Analiza štirih Zupanovih romanov. Koper, 1991.
- Mojca Štih: Slovenski zaporniški roman v osemdesetih letih. Ljubljana, 1995.
- Barbara Nežič: Romani Vitomila Zupana. Ljubljana, 1998.
- Dunja Kaluža: Problematika avtobiografskosti in seksualnosti pri Vitomilu Zupanu. Ljubljana, 1998.
- Jelka Kos: Odnos glavne literarne osebe do žensk, njena moralnost in spolnost v izbranih romanih Vitomila Zupana. Maribor, 2001.
- Tanja Tušar: 	Spolnost pri Vitomilu Zupanu. Ljubljana, 2001.
- Polona Žagar: Moški in ženska v avtobiografskem romanesknem opusu Vitomila Zupana. Ljubljana, 2002.
- Neja Morato: 	Poezija izza rešetk: Pesmi iz zapora Vitomila Zupana. Ljubljana, 2007.
- Katja Bukovšek: Avtobiografskost in problematika seksualnosti v izbranih romanih Vitomila Zupana. Maribor, 2010.
- Nika Lampret: Zaporniški roman. Ljubljana, 2013.
- Brina Devetak: Vitomil Zupan, življenje kot roman: avtobiografskost in erotika v romanih Levitan in Apokalipsa vsakdanjosti. Ljubljana, 2014.
- Maja Šučur: Fikcija kot resničnejša avtobiografija: sodobni avtobiografski roman in zaporniška izkušnja avtorjev, obsojenih v procesih zoper intelektualce v Jugoslaviji po drugi svetovni vojni. Ljubljana, 2014.
- Neža Lavrečnič Ambrožič: Zaporniški roman: Levitan, Noč do jutra, Umiranje na obroke. Ljubljana, 2016.